# Top 16 2001-02
El Campeonato de Francia de Rugby 15 2001-02 fue la 103.ª edición del Campeonato francés de rugby.
El campeón del torneo fue el equipo de Biarritz quienes obtuvieron su tercer campeonato.

## Desarrollo

### Grupo 1
|   | Equipo         | J  | G  | E | P  | PF  | PC  | PD   | Pts |
| - | -------------- | -- | -- | - | -- | --- | --- | ---- | --- |
| 1 | Biarritz       | 14 | 11 | 0 | 3  | 385 | 221 | 164  | 36  |
| 2 | Toulouse       | 14 | 10 | 0 | 4  | 346 | 272 | 74   | 34  |
| 3 | Béziers        | 14 | 9  | 0 | 5  | 366 | 285 | 81   | 32  |
| 4 | Stade Français | 14 | 9  | 0 | 5  | 315 | 244 | 71   | 32  |
| 5 | Colomiers      | 14 | 7  | 0 | 7  | 309 | 337 | -28  | 28  |
| 6 | Montauban      | 14 | 5  | 0 | 9  | 258 | 365 | -107 | 24  |
| 7 | La Rochelle    | 14 | 3  | 0 | 11 | 259 | 350 | -91  | 20  |
| 8 | Dax            | 14 | 2  | 0 | 12 | 250 | 411 | -161 | 18  |

### Grupo 2
|   | Equipo           | J  | G  | E | P  | PF  | PC  | PD   | Pts |
| - | ---------------- | -- | -- | - | -- | --- | --- | ---- | --- |
| 1 | Perpignan        | 14 | 11 | 0 | 3  | 413 | 313 | 100  | 36  |
| 2 | Agen             | 14 | 10 | 0 | 4  | 364 | 245 | 119  | 34  |
| 3 | Montferrand      | 14 | 7  | 0 | 7  | 351 | 296 | 55   | 28  |
| 4 | Bourgoin         | 14 | 7  | 0 | 7  | 392 | 338 | 54   | 28  |
| 5 | Narbonne         | 14 | 6  | 0 | 8  | 357 | 408 | -51  | 26  |
| 6 | Pau              | 14 | 6  | 0 | 8  | 266 | 408 | -142 | 26  |
| 7 | Bourdeaux-Begles | 14 | 5  | 0 | 9  | 278 | 361 | -83  | 24  |
| 8 | Castres          | 14 | 4  | 0 | 10 | 366 | 418 | -52  | 22  |

## Segunda Fase

### Grupo 1
|   | Equipo         | J | G | E | P | PF  | PC  | PD  | Pts |
| - | -------------- | - | - | - | - | --- | --- | --- | --- |
| 1 | Biarritz       | 6 | 4 | 1 | 1 | 153 | 122 | 31  | 15  |
| 2 | Agen           | 6 | 3 | 1 | 2 | 163 | 116 | 47  | 13  |
| 3 | Bourgoin       | 6 | 2 | 1 | 3 | 127 | 179 | -52 | 11  |
| 4 | Stade Français | 6 | 0 | 3 | 3 | 133 | 159 | -26 | 9   |

### Grupo 2
|   | Equipo      | J | G | E | P | PF  | PC  | PD  | Pts |
| - | ----------- | - | - | - | - | --- | --- | --- | --- |
| 1 | Toulouse    | 6 | 5 | 0 | 1 | 198 | 120 | 78  | 16  |
| 2 | Montferrand | 6 | 3 | 0 | 3 | 146 | 161 | -15 | 12  |
| 3 | Perpignan   | 6 | 2 | 0 | 4 | 127 | 154 | -27 | 10  |
| 4 | Béziers     | 6 | 2 | 0 | 4 | 137 | 173 | -36 | 10  |

### Semifinal
| 1 de junio de 2002 | Toulouse | 15 - 21 | Agen |  |  |

| 1 de junio de 2002 | Biarritz | 31 - 12 | Montferrand |  |  |

### Final
| 8 de junio de 2002 | Biarritz | 25 - 22 | Agen | Stade de France, París |  |

| Bandera de Francia |
| Campeón Biarritz   |
| Tercer título      |